# Will.i.am
William James Adams, mer känd som will.i.am, född 15 mars 1975 i Los Angeles, Kalifornien, är en amerikansk rappare, sångare, låtskrivare och musikproducent. Han är medlem i gruppen Black Eyed Peas. Han och apl.de.ap (Allan Pineda Lindo) bildade gruppen när de gick i åttonde klass[källa behövs]. 25 september 2007 släppte will.i.am sitt tredje soloalbum Songs About Girls med första singeln "I Got It From My Mama". Han har även tillsammans med Common, gjort soundtracket till filmen Freedom Writers, "A Dream".
will.i.am har bland annat sjungit med Sergio Mendes, Busta Rhymes, Kelis, Mary J. Blige, Pussycat Dolls, Q-Tip, The Game, Fergie, 4th Avenue Jones och Flo Rida. Under 2008, gjorde han låtar såsom "Yes We Can" och "We Are the Ones" för att stödja demokraten Barack Obama i presidentvalet. I låtarna är bland annat Scarlett Johansson, Jessica Alba, Bryan Greenberg och John Legend med.
2009 var will.i.am med i filmen X-Men Origins: Wolverine.

## Diskografi

### Studioalbum
- 2001 – Lost Change
- 2003 - Must B 21: Soundtrack to Get Things Started
- 2007 – Songs About Girls
- 2013 - #Willpower

### Singlar/EP (i urval)
- 2004 - Take It
- 2006 – A Dream (med Common)
- 2007 – I Got It From My Mama
- 2008 – Heartbreaker
- 2010 - Check It Out (med Nicki Minaj
- 2011 - The Hardest Ever (med Mick Jagger & Jennifer Lopez)
- 2012 - This Is Love (med Eva Simons)
- 2012 - Hall of Fame (med The Script)
- 2012 - Scream & Shout (med Britney Spears)
- 2013 - #thatpower (med Justin Bieber)

### Som medlem i Black Eyed Peas
- 1998 – Behind the Front
- 2000 – Bridging the Gap
- 2003 – Elephunk
- 2005 – Monkey Business
- 2009 – The E.N.D.
- 2010 - The Beginning